# Emulgator
Emulgatoren sind Hilfsstoffe, die dazu dienen, zwei nicht miteinander mischbare Flüssigkeiten zu einem fein verteilten Gemisch, der sogenannten Emulsion, zu vermengen und diese zu stabilisieren. Einige Emulgatoren sind in der Europäischen Union als Lebensmittelzusatzstoff zugelassen.

## Eigenschaften
Mithilfe von Emulgatoren können beispielsweise Öl und Wasser zu einer Emulsion vermischt werden. Ähnliches gilt auch für die Aufmischung von festen, nicht löslichen Stoffen in einer Flüssigkeit, um eine sogenannte Suspension zu stabilisieren. Ein in Wasser wirksamer Emulgator muss im Molekül eine sehr gut wasserlösliche Teilstruktur (z. B. Polyol) sowie eine gut fettlösliche Teilstruktur (z. B. Fettalkohol oder Fettsäure) enthalten. Die physikalischen Eigenschaften dieser grenzflächenaktiven Substanzen werden unter „Tenside“ ausführlich beschrieben.

## Verwendung

### Verwendung als Lebensmittelzusatzstoff

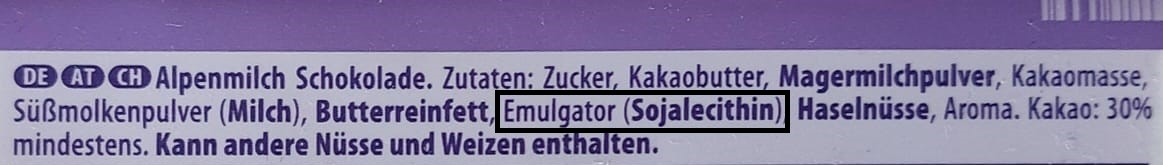
Allgemeine Inhaltsstoffangabe von Emulgatoren

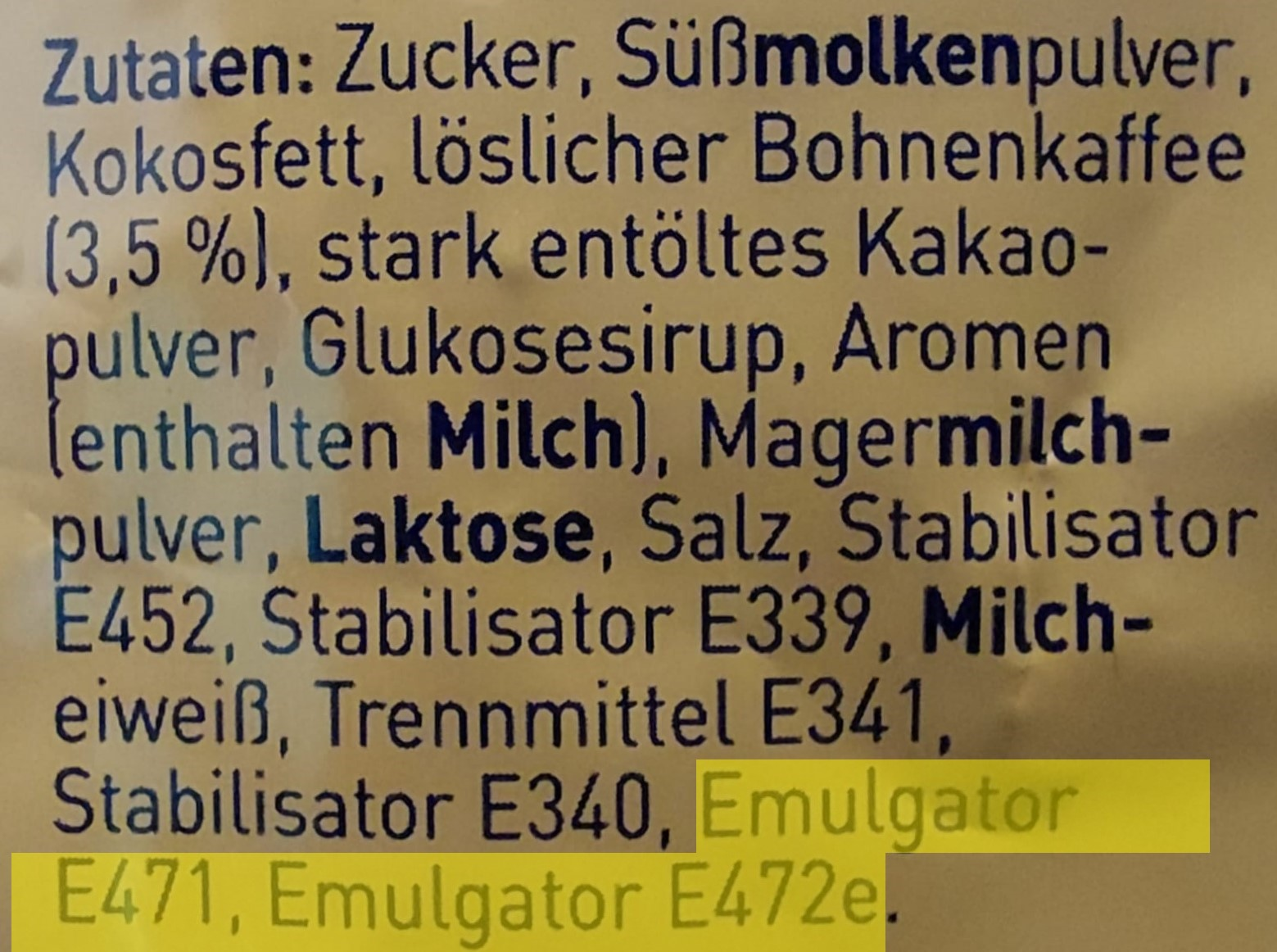
Präzise Inhaltsstoffangabe von Emulgatoren

Im Folgenden ist eine Auswahl der in der Europäischen Union als Lebensmittelzusatzstoff zugelassenen Emulgatoren aufgeführt:
- E 304 Ascorbylpalmitat
- E 322 Lecithine
- E 339 Natriumphosphat
- E 340 Kaliumphosphat
- E 405 Propylenglycolalginat
- E 470	Salze der Speisefettsäuren
- E 471	Mono- und Diglyceride von Speisefettsäuren
- E 472 a Essigsäureester von Mono- und Diglyceriden von Speisefettsäuren
- E 472 b Milchsäureester von Mono- und Diglyceride von Speisefettsäuren
- E 472 c Citronensäureester von Mono- und Diglyceriden von Speisefettsäuren
- E 472 d Weinsäureester von Mono- und Diglyceride von Speisefettsäuren
- E 472 e Mono- und Diacetylweinsäureester von Mono- und Diglyceride von Speisefettsäuren
- E 472 f Gemischte Wein- und Essigsäureester von Mono- und Diglyceride von Speisefettsäuren
- E 473	Zuckerester von Speisefettsäuren
- E 474	Zuckerglyceride
- E 475	Polyglycerinester von Speisefettsäuren
- E 476	Polyglycerin-Polyricinoleat
- E 477	Propylenglycolester von Speisefettsäuren

In der Lebensmittelindustrie sind vor allem Emulgatoren aus der Gruppe der Lecithine (E 322) sowie Mono- und Diglyceride von Speisefettsäuren (E 471) von großer Bedeutung. Lecithine sind natürliche Emulgatoren, welche in unbehandelten Lebensmitteln wie Milch und Sahne vorkommen. Sie werden bei der Produktion von Margarine, Mayonnaise und Sauce Hollandaise eingesetzt. Emulgatoren verbessern und stabilisieren die Struktur von Milcherzeugnissen, Wurstwaren, Schokolade, Süßwaren, Brot und anderen Backwaren.

### Andere Anwendungsgebiete
Die häufig auch als Tenside bezeichneten Hilfsstoffe finden eine breite Anwendung in Pharmazie, Ölindustrie, im Haushalt (in Reinigungsmitteln und Wasserlacken), in der Kosmetik und zahlreichen großindustriellen Anwendungen.

## Rechtliche Situation
In der Europäischen Union sind die Lebensmittelzusatzstoffe gemäß Anhang II der Verordnung (EG) Nr. 1333/2008 (Stand August 2021) sowie in der Schweiz, gemäß der Zusatzstoffverordnung (ZuV) (Stand: Juli 2020) aufgelistet. Die einzelnen Emulgatoren müssen dabei unter der Sammelbezeichnung Emulgator deklariert werden.

## Gesundheitliche Risiken
Es gibt Hinweise darauf, dass die zugelassenen Zusatzstoffe Carboxymethylcellulose (E 466) und der Emulgator Polysorbat 80 (E 433), die Lebensmitteln wie Speiseeis oder Backwaren zugesetzt worden waren, zu Darmentzündungen und einer Veränderung der Darmflora führen können. In einer Untersuchung an Mäusen resultierte eine Beimischung der genannten Emulgatoren von einem Prozent im Futter in einer Verdoppelung der Rate von entzündlichen Darmerkrankungen bei speziell anfälligen Tieren und führte zu niederschwelligen Darmentzündungen sowie Anzeichen eines Metabolischen Syndroms bei nicht anfälligen Tieren.